# نهائي كأس إفريقيا للأندية البطلة 1976
نهائي كأس أفريقيا للأندية البطلة 1976 هي النسخة 12 من دوري أبطال أفريقيا .
توج مولودية الجزائر الجزائري بالكأس للمرة الأولى في تاريخه على حساب هافيا كوناكرى الغيني .

## الفرق
- مولودية الجزائر ( الجزائر)
- هافيا كوناكري ( غينيا)

## النهائي

### الذهاب
| هافيا كوناكري | 3–0   | مولودية الجزائر |
| ------------- | ----- | --------------- |
|               | تقرير |                 |

### الإياب
| مولودية الجزائر | 3–0   | هافيا كوناكري |
| --------------- | ----- | ------------- |
|                 | تقرير |               |
| ركلات الترجيح   |       |               |
|                 | 4–1   |               |